# يويتشيرو كاكيتاني
يويتشيرو كاكيتاني (باليابانية: 柿谷曜一朗)؛ مواليد 3 يناير 1990 في أوساكا، اليابان، هو لاعب كرة قدم ياباني يلعب لنادي سيريزو أوساكا ومنتخب اليابان لكرة القدم فئة الشباب كلاعب وسط. سبق له أن لعب في كأس العالم لكرة القدم مع منتخب بلاده. بدأ يويتشيرو كاكيتاني مسيرته الرياضية عام 2006 مع سيريزو أوساكا.

## روابط خارجية
- يويتشيرو كاكيتاني على موقع الاتحاد الدولي (مؤرشف)  (الإنجليزية)
- يويتشيرو كاكيتاني على موقع رابطة كرة القدم اليابانية للمحترفين (اليابانية)
- يويتشيرو كاكيتاني على موقع قاعدة بيانات كرة القدم.إي يو (الإنجليزية)
- يويتشيرو كاكيتاني على موقع ناشيونال فوتبول تيمز (الإنجليزية)
- يويتشيرو كاكيتاني على موقع Soccerbase.com (لاعب) (الإنجليزية)
- يويتشيرو كاكيتاني على موقع Soccerway.com (الإنجليزية)
- يويتشيرو كاكيتاني على موقع عالم كرة القدم.نت (الإنجليزية)
- يويتشيرو كاكيتاني على موقع كووورة
- يويتشيرو كاكيتاني على موقع AS.com (الإسبانية)